# Башня Бисмарка (Эссен)

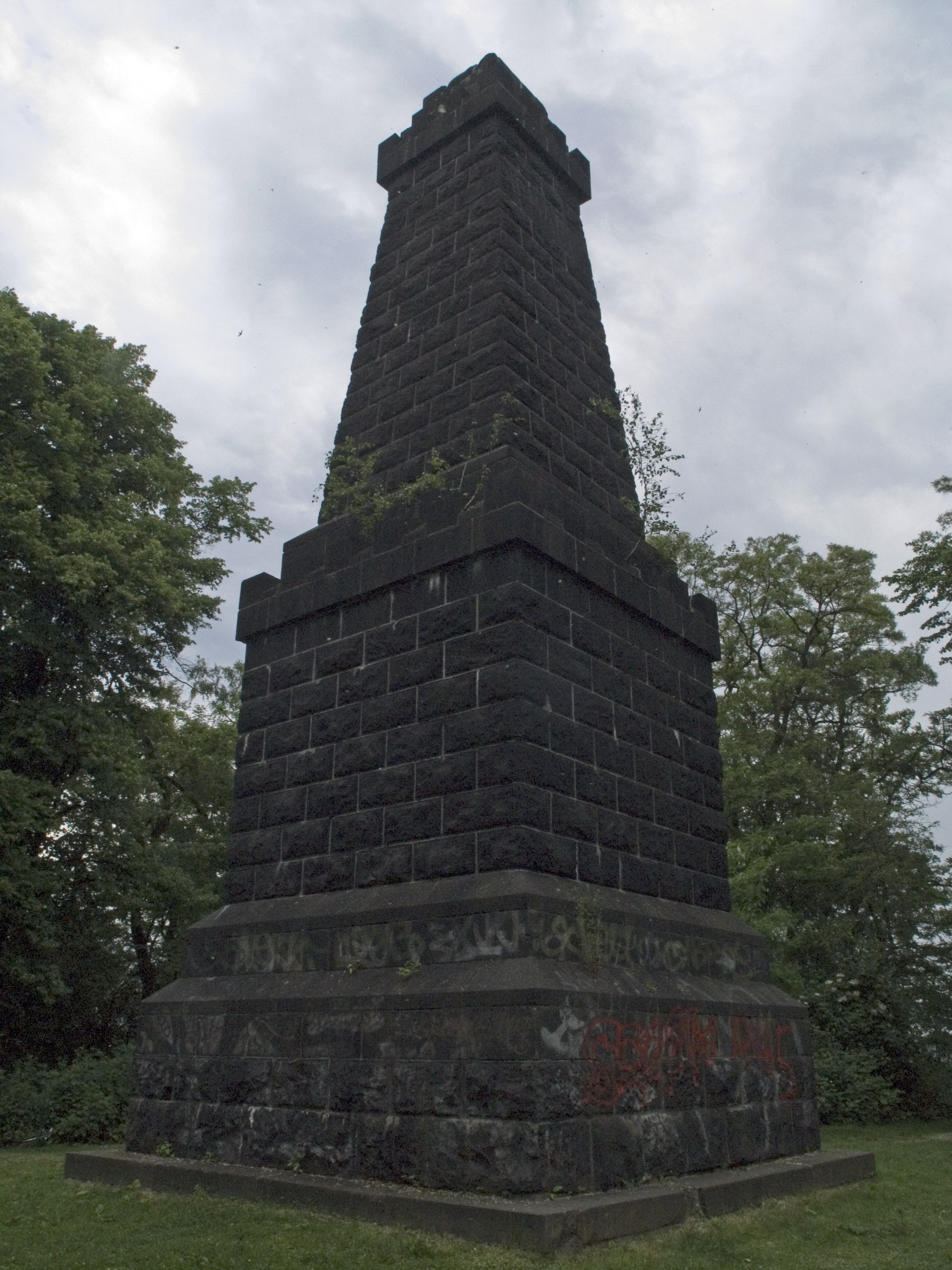
Башня Бисмарка в Эссене

Башня Бисмарка (нем. Bismarckturm) — мемориальная башня высотой 16,75 м в районе Край немецкого города Эссен (федеральная земля Северный Рейн — Вестфалия). Башня расположена на холме на высоте 71 м над уровнем моря .

## История
В 1898 году умирает первый канцлер Германской империи Отто фон Бисмарк. Еще при жизни ему было поставлено множество памятников: в гражданских костюмах, в военной форме, в средневековых доспехах. В 1899 году Союз немецкого студенчества объявляет конкурс на создание мемориальных монументов в память о Бисмарке новых архитектурных форм. Конкурс выиграл проект архитектора Вильгельма Крайса «Сумерки богов» — башня с факелом Вечного огня. До 1911 года было построено 58 башен Бисмарка, из них 47 — по типовому проекту. Сооружались башни в основном на пожертвования частных лиц и благотворительных организаций.

Инициатива строительства башни Бисмарка в Крае принадлежит немецкому промышленнику Эмилю Кирдорфую В декабре 1898 года создается общество по созданию башни Бисмарка. Строительство башни по проекту архитектора Генриха Чарманна было начато 1 апреля 1900 года, а 29 июля того же года башня из базальта была торжественно открыта. Стоимость строительства составила 32 000 марок. На вершине башни горел вечный огонь, горелка которого была демонтирована в июле 1986 года.

Сегодня башня Бисмарка находится на территории ландшафтного парка Мехтенберг.